# KDU-414
El KDU-414 (en ruso: Корректирующая Двигательная Установка, Unidad de Propulsión Correctiva), es una unidad de propulsión de cohetes de combustible líquido alimentados a presión desarrollada y producida por la Oficina de Diseño Isayev (hoy conocida como KhimMash). A partir de 1960, impulsó varias naves espaciales soviéticas no tripuladas, incluida la primera serie de satélites Molniya, varios satélites Kosmos y las sondas espaciales Mars 1, Venera 1, Zond 2 y Zond 3, presentadas como parte de naves espaciales estandarizadas. autobuses conocidos como KAUR-2, 2MV y 3MV.
La Unidad de Propulsión Correctiva consta de un motor de cohete líquido 'S5.19' de cámara única y una cubierta de protección térmica cónica que contiene el tanque esférico de propulsor. Una barrera divide el tanque en dos compartimentos separados, llenos con el propulsor, UDMH, y el oxidante, IRFNA, respectivamente. Esta combinación de propulsores es hipergólica, encendiéndose al contacto. El motor del cohete recibe combustible presurizando el tanque usando nitrógeno gaseoso, que también sirve como fuente de propulsor RCS. Las barreras elásticas dentro del tanque evitan que el gas nitrógeno y el propulsor/oxidante se mezclen entre sí.
Un soporte de cardán permite que el motor gire a lo largo de dos ejes.
En 1974, fue reemplazado por su sucesor derivado, el KDU-414A con motor S5.114.